# Desmond Hume
Desmond David Hume est un personnage fictif du feuilleton télévisé Lost : Les Disparus. Il est interprété par l'acteur Henry Ian Cusick.
Son nom est une allusion au philosophe David Hume. Tout d'abord épisodique dans la deuxième saison, il devient un des rôles principaux dès la troisième saison. Desmond a échoué sur l'île trois ans avant le crash du vol Oceanic 815 à la suite d'un naufrage. Il quitte par la suite l'île avec les « six de l'Oceanic » et retrouve l'amour de sa vie, Penelope Widmore.

## Biographie fictive

### Avant le naufrage
Desmond est originaire de Glasgow, en Écosse. Fiancé à une femme appelée Ruth, il disparaît la veille du mariage et il est recueilli ivre mort par le frère Campbell. Desmond séjourne au monastère où le retrouve le frère de Ruth qui lui reproche d'avoir brisé le cœur de sa sœur. Desmond est alors obligé de faire face à sa lâcheté et abandonne la voie monastique. À son départ, il fait la connaissance de Penny. Deux ans plus tard ils emménagent dans l’appartement de Desmond. 
Desmond demande la main de Penny à son père, Charles Widmore, riche homme d'affaires qui le prend de haut. Humilié, Desmond rompt avec Penny et s'engage dans l'armée. Durant son entrainement militaire, en 1996, la conscience de Desmond subit des voyages dans le temps qui prennent fin grâce à l'intervention de Penny en 2004. Arrêté pour un délit non spécifié, il est limogé. Pour regagner l'amour de Penny, il participe à une course nautique sponsorisée par le père de Penny grâce au voilier donné par Libby ; Penny retrouve sa trace à Los Angeles et ils décident de revivre ensemble dès qu'il reviendra de la course. Au cours d'une tempête, il perd son bateau et échoue sur l'île.

### Après le naufrage
Il est recueilli par un homme en combinaison étanche, dénommé Kelvin, qui l'enferme dans la station « Le Cygne ». Au réveil de Hume, une alarme sonne, et Kelvin se précipite sur un ordinateur, tape un code et fait cesser l'alarme. Quand Desmond lui demande ce qu'il a fait, il répond avec ironie : « Je sauve l'humanité... ». Kelvin prétend que l'extérieur est contaminé, ce qui explique la mention Quarantaine peinte à la bombe sur la porte et la trappe.
Ils passent ensemble près de trois ans, se relayant pour appuyer sur le bouton toutes les 108 minutes. Un jour, toutefois, Desmond remarque que Kelvin est sorti avec une faille dans sa combinaison. Étonné, il décide de le suivre. Il découvre alors que la prétendue contamination n'est qu'un mensonge de Kelvin, celui-ci profitant de ses sorties pour préparer sa fuite de l'île avec le navire de Desmond. Fou de rage, Desmond empoigne Kelvin et le tue accidentellement en lui brisant le crâne sur un rocher. Lorsqu'il revient au bunker, le compteur est arrivé a 0, les chiffres sont remplacés par une série de hyéroglyphes, et l'ordinateur affiche des lignes entières de « Défaillance du système » (« System Failure ») provoquant un tremblement de terre et une augmentation de l'activité électromagnétique. Il réussit tout de même a réinitialiser le compteur in-extremis après avoir tapé une dizaine de fois le code. C'est cet « incident » qui, vraisemblablement, provoqua le crash de l'avion.

### Après le crash
Plus tard, lorsque Kate, Locke et Jack pénétrèrent dans la trappe, Desmond prend la fuite, pensant l'ordinateur détruit, et prend la mer avec son bateau. Il revient cependant 19 jours plus tard, au moment de l'enterrement de Libby et Ana-Lucia. Il explique à Jack qu'il a navigué vers l'est pendant tout le temps de son voyage, mais que la première terre qu'il a vu était l'île. Il est alors persuadé qu'il n'y a plus de monde extérieur (« On est sur une foutue boule à neige ! »). Plus tard, s'étant enfermé avec Locke dans la salle de l'ordinateur du bunker dans le but d'empêcher quiconque d'appuyer sur le bouton, il découvre avec effroi qu'il est responsable du crash, et veut convaincre John d'arrêter son entreprise. Celui-ci ne veut rien entendre, et Desmond doit utiliser le système d'urgence (« System Termination »), la « seule autre issue possible » dont lui avait parlé Kelvin. Ce faisant, il provoque un grand flash et une implosion du bunker.
Après l'implosion, Desmond est projeté dans son passé, à l'époque où il a failli se marier avec Penelope Widmore. Mais il choisit à nouveau la séparation plutôt que le mariage, après avoir rencontré Eloise Hawking semblant connaître l'avenir qui lui déclare que « pousser ce bouton sera la seule grande chose qu'il fera dans toute sa vie ». Les « flashs » lui rappelant son futur sur l'île qu'il a eu à cette époque ne cessent pas après son retour sur l'île. Hurley le retrouve ensuite nu au milieu de la jungle. Il découvre bien vite que Desmond peut voir l'avenir proche comme prévoir les paroles des personnages. Desmond utilise son pouvoir pour éviter la mort à Charlie, mais un nouvel événement se produit à chaque fois (« Quoi que je fasse, tu finiras par mourir »). Il fait de son mieux pour protéger le musicien de son sort funeste, lui épargnant ainsi la noyade, un piège de Rousseau ainsi que d'être frappé par la foudre. Il accompagne Charlie dans la station « Le Miroir », à la suite d'une autre de ses visions. Là, en dépit de tous ses efforts pour le sauver, Charlie se sacrifie pour couper un signal de brouillage en s'enfermant dans la pièce d'où il était émis, se condamnant du même coup à la noyade. Desmond observe impuissant son ami écrire sur la paume de sa main son ultime message, lui révélant que le cargo de Naomi n'est pas celui de Penelope.
Après que les survivants du vol 815 ont contacté le cargo, Desmond choisit de rester avec le groupe de Jack sur la plage. Il part ensuite en hélicoptère jusqu'au bateau avec Sayid mais des effets secondaires se produisent quand sa conscience voyage dans le temps entre 1996 et 2004 et qu'il ne se rappelle plus son passé après 1996. Ses pertes de mémoire et de conscience s'arrêtent lorsque, sur les conseils de Faraday, il prend Penny pour « constante » en se rendant chez elle en 1996 et en l'appelant depuis le cargo en 2004 grâce à l'aide de Sayid. Après cela, Desmond et Sayid rencontrent le capitaine du cargo qui leur indique que son propriétaire est Charles Widmore et qu'il souhaite la capture de Ben. Ils retrouvent également Michael Dawson que Sayid dénonce au capitaine. Quelque temps après, Lapidus revient sur le cargo avec Jack, Kate, Hurley et Aaron. Sun, Sayid et Desmond sont alors les seules personnes du cargo qui parviennent à monter dans l'hélicoptère avant l'explosion du cargo. Desmond est finalement sauvé avec Frank et les « six de l'Oceanic » par l'amour de sa vie, Penny.

### Après l'île
Sauvé par Penny, il reste avec elle sur son bateau. Quelque temps après, il a avec Penny un fils du nom de Charlie. 
Deux ans après avoir quitté l'île, Desmond a un flash où il est sur l'île avec Daniel Faraday qui lui demande de retrouver sa mère à Oxford. Desmond ne la trouve pas et demande alors à Charles Widmore car il finançait les études de Daniel. Charles lui dit qu'elle est à Los Angeles et Desmond part la retrouver. Lorsqu'il apprend que la mère de Faraday est Eloise Hawking, la bijoutière qui avait refusé de lui vendre une bague de mariage avant qu'il n'entre dans l'armée, et qu'elle veut faire revenir les « six de l'Oceanic » sur l'île, Desmond part et retourne vers Penny. Il se fera tirer dessus par Ben, voulant venger sa fille en tuant Penny. Après un séjour à l'hôpital, il s'en sort finalement.

### Retour sur l'île
Quelque temps plus tard, Charles Widmore retourne sur l'île avec une équipe à bord d'un sous-marin. Desmond, après avoir été drogué, a été emmené contre son gré. À son réveil, Zoe explique qu'il a été inconscient pendant quelques jours. Widmore lui annonce ensuite qu'il l'a ramené sur l'île après qu'il s'est fait tirer dessus par Ben. Furieux, Desmond attaque Widmore avant d'être maitrisé. Il hurle, exigeant d'être ramené, mais Widmore répond avec colère qu'il ne peut pas, parce que l'île n'en a pas encore fini avec lui.
Desmond est ensuite emmené dans une structure contenant deux grandes bobines, qui lorsqu'elles sont activées, génèrent un champ électromagnétique intense. Widmore lui dit que si ce qu'il a entendu est vrai, se référant à la capacité de Desmond de survivre à des catastrophes électromagnétiques, il ira bien. Desmond est attaché à une chaise dans la structure. Il réussit à quitter sa chaise mais échoue lorsqu'il essaye d'ouvrir la porte. Il est alors soumis à un champ électromagnétique mais survit. Alors qu'il est inconscient, il est témoin de sa vie dans la réalité alternative. Widmore dit ensuite à Desmond que son don est vital pour la mission et propose de lui expliquer. Desmond l'interrompt en disant qu'il comprend et qu'il est prêt à faire tout ce qu'il voudra. Zoe et deux hommes escortent ensuite Desmond mais ils sont neutralisés par Sayid qui demande à Desmond de venir avec lui. Sayid emmène Desmond sur l'île principale où il l'a ligoté avant de le remettre à l'homme en noir, sous la forme de John Locke. L'homme en noir le détache et l'amène à un puits dont il explique sa création. L'homme en noir est surpris par le manque de peur de Desmond et lorsque ce dernier demande pourquoi il aurait peur, il le pousse dans le puits. Le lendemain, l'homme en noir ordonne à Sayid de le tuer et ce dernier lui fait croire par la suite qu'il a exécuté ses ordres. Un peu avant l'explosion du sous-marin, Sayid révèle à Jack où se trouve Desmond. Desmond est libéré par Rose et Bernard qui le nourrissent également. L'homme en noir les trouve et menace de tuer Rose et Bernard si Desmond ne vient pas avec lui. Desmond accepte et descend dans le cœur de l'île à la demande de Jack et de l'homme en noir. Il enlève le bouchon d'un trou dans le sol qui éteint la lumière et rend l'homme en noir mortel. Il s'évanouit après cet incident, mais est sauvé par Jack, Hurley et Ben. L'avion du vol Ajira 316 part sans lui, mais Ben suggère à Hurley, le nouveau chef de l'île, un changement dans les règles de Jacob pour laisser les gens quitter l'île afin que Desmond puisse être avec sa femme et son fils.

### Réalité alternative
Dans la réalité alternative, Desmond n'a pas rencontré Penny, ne s'est pas marié, et n'a donc pas fait naufrage sur l'île. Desmond a ainsi pu faire partie des passagers du vol Oceanic 815. Après l'atterrissage du vol 815, Desmond va à la rencontre de son employeur et ami Charles Widmore. Widmore le charge d'escorter Charlie Pace, qui, plus tard, va jouer avec son fils Daniel avec le reste de son groupe à un événement de charité. Desmond emmène Charlie avec lui mais alors qu'il conduit, Charlie fait dévier le volant entrainant la chute de la voiture dans l'eau d'un port de plaisance. Lorsque Desmond tente de sauver Charlie, Charlie met sa main sur la vitre et Desmond se souvient de Charlie posant sa main dans la station Dharma avec écrit « Pas le bateau de Penny ». Bien que choqué, Desmond parvient à sauver Charlie. À l'hôpital, Desmond fait une IRM et se souvient de Penny et son fils. Il retrouve Charlie dans l'hôpital mais ce dernier refuse de le suivre. 
Il présente alors ses excuses pour avoir perdu Charlie à la femme de Widmore, Eloise, qui lui pardonne tout de suite. Mais lorsque Desmond entend Penny sur la liste des invités, Eloise lui dit que quelqu'un a influencé sa réflexion et qu'il doit cesser de chercher tout ce qu'il pense qu'il cherche. Elle dit qu'il a reçu tout ce qu'il voulait avec une vie parfaite dont l'approbation de son mari et elle lui dit qu'il n'est pas prêt à regarder la liste des invités. Lorsque Desmond part, Daniel s'approche de lui et lui parle de ses souvenirs de la réalité alternative. Daniel dit ensuite à Desmond que sa demi-sœur est Penny et lui dit comment la rencontrer. Dans le même stade où Desmond a initialement rencontré Jack, Desmond se présente à Penny. Quand il serre sa main, Desmond s'évanouit. Il l'invite ensuite à prendre un café et elle accepte. Il demande plus tard à George Minkowski de lui procurer le manifeste du vol Oceanic 815, car il a besoin de montrer quelque chose aux passagers.
Desmond permet ensuite à Hurley de se souvenir de l'île en l'incitant à retrouver Libby. Il fonce plus tard sur Locke en voiture afin qu'il se fasse opérer par Jack et retrouve l'usage de ses jambes ce qui lui permettra de se souvenir de l'île,. Il se rend après de nouveau sur le lieu de travail de Locke et Ben le reconnait comme l'homme qui a foncé sur Locke. Desmond le frappe et Ben se souvient alors de l'île. Desmond se rend ensuite aux policiers, Sawyer et Miles, et retrouve en prison Kate et Sayid. En corrompant Ana-Lucia grâce à l'argent d'Hurley, Desmond parvient à s'évader avec les deux rescapés. Alors qu'Hurley se charge de Sayid, Desmond emmène Kate à l'événement de charité où Kate mettra encore au monde le bébé de Claire, sous les yeux de Charlie, leur permettant chacun de se souvenir de l'île. Plus tard, Desmond est présent aux côtés de Penny et des autres survivants dans l'église.